# Amedeo
Amedeo  è un nome proprio di persona italiano maschile.

## Varianti
- Maschili: Amadeo[1][2][3], Amadio[1][3], Amaddio[3], Amodio[3], Amideo[1], Amodeo[3], Amadigi[1]
- Femminili: Amedea[3], Amadea[3], Amadia[3], Amodia[3]

### Varianti in altre lingue
- Francese: Amédée[2]
- Inglese: Amadeus[4]
- Latino: Amadeus[2][1][4], Amidæus[1]
- Ligure: Medeo, Amedeo[5]
- Sloveno: Amadej[2]

## Origine e diffusione
Deriva dal tardo nome latino Amadeus, composto dai termini amare ("amare") e Deus ("Dio"), e può quindi essere interpretato come "colui che ama Dio".
Documentato a partire dall'XI secolo nelle forme Amadeus, Amedeus e Amideus, il nome Amedeo si è diffuso chiaramente per il suo valore religioso, alla stessa maniera di molti altri nomi teoforici tipici dell'onomastica antica, come "Graziadio", "Servadeo", "Sperandio" e via dicendo. A proposito del significato, inoltre, Amedeo è anche analogo a nomi quali Gottlieb e Teofilo.
La sua popolarità è legata al fatto di essere un nome tradizionale della famiglia Savoia, oltre che alla diffusione del culto di alcuni santi, tra i quali il beato Amedeo IX di Savoia e sant'Amadio degli Amidei, uno dei sette santi fondatori dell'ordine dei Servi di Maria. La forma latina si è diffusa anche in inglese nel XIX secolo, perlopiù grazie alla fama di Wolfgang Amadeus Mozart (che in realtà si chiamava Wolfgang Teophilus Mozart, ma preferiva la traduzione letterale latina del suo secondo nome).

## Onomastico
L'onomastico può essere festeggiato in memoria di più santi, alle date seguenti:
- 13 gennaio, beato Amedeo il Vecchio (o "di Clermont"), monaco a Bonnevaux[7]
- 12 febbraio, sant'Amadio degli Amidei, uno dei sette santi fondatori
- 30 marzo, beato Amedeo IX di Savoia, terziario francescano[7]
- 18 aprile, sant'Amedeo, confessore[6]
- 27 agosto, sant'Amedeo il Giovane (o "di Losanna"), figlio di Amedeo il Vecchio, abate di Altacomba e vescovo di Losanna[7]
- 1º novembre, beato Amadeo di Portogallo (o Amadeo da Silva), francescano[8]

## Persone
- Amedeo I di Spagna, re di Spagna

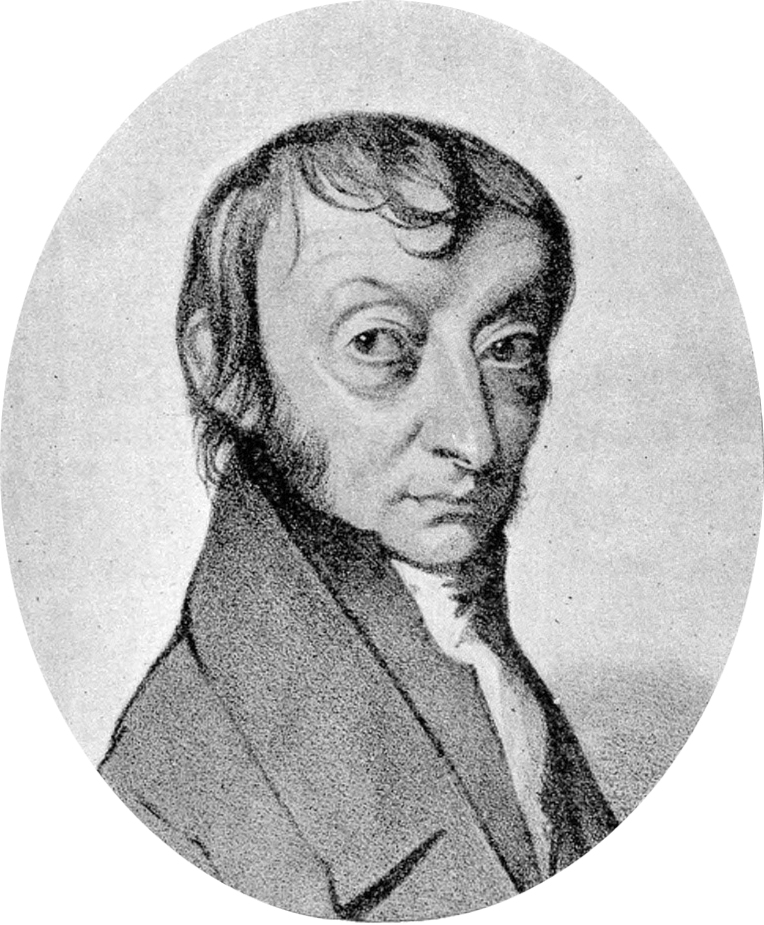
Amedeo Avogadro

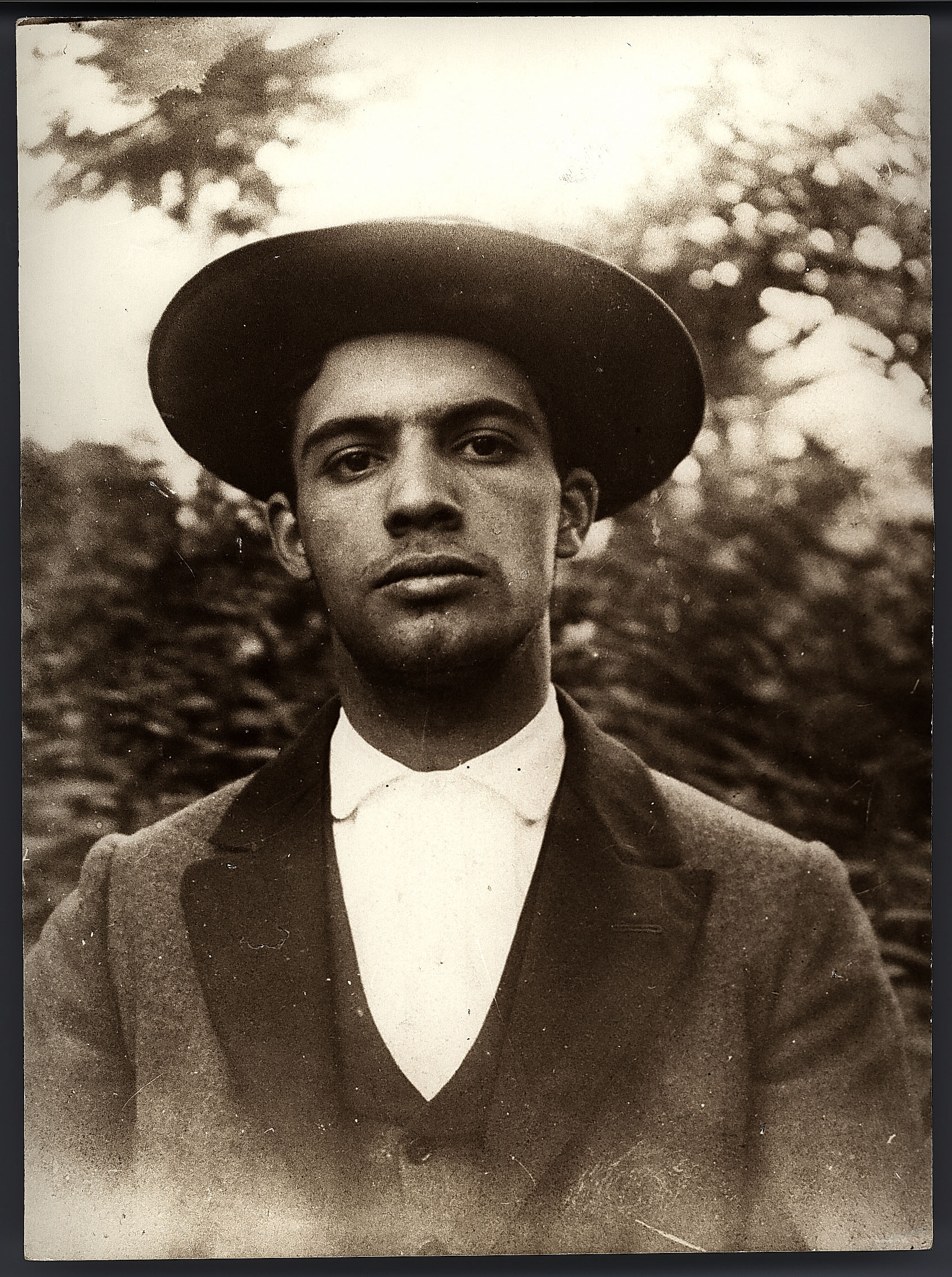
Amadeo de Souza Cardoso

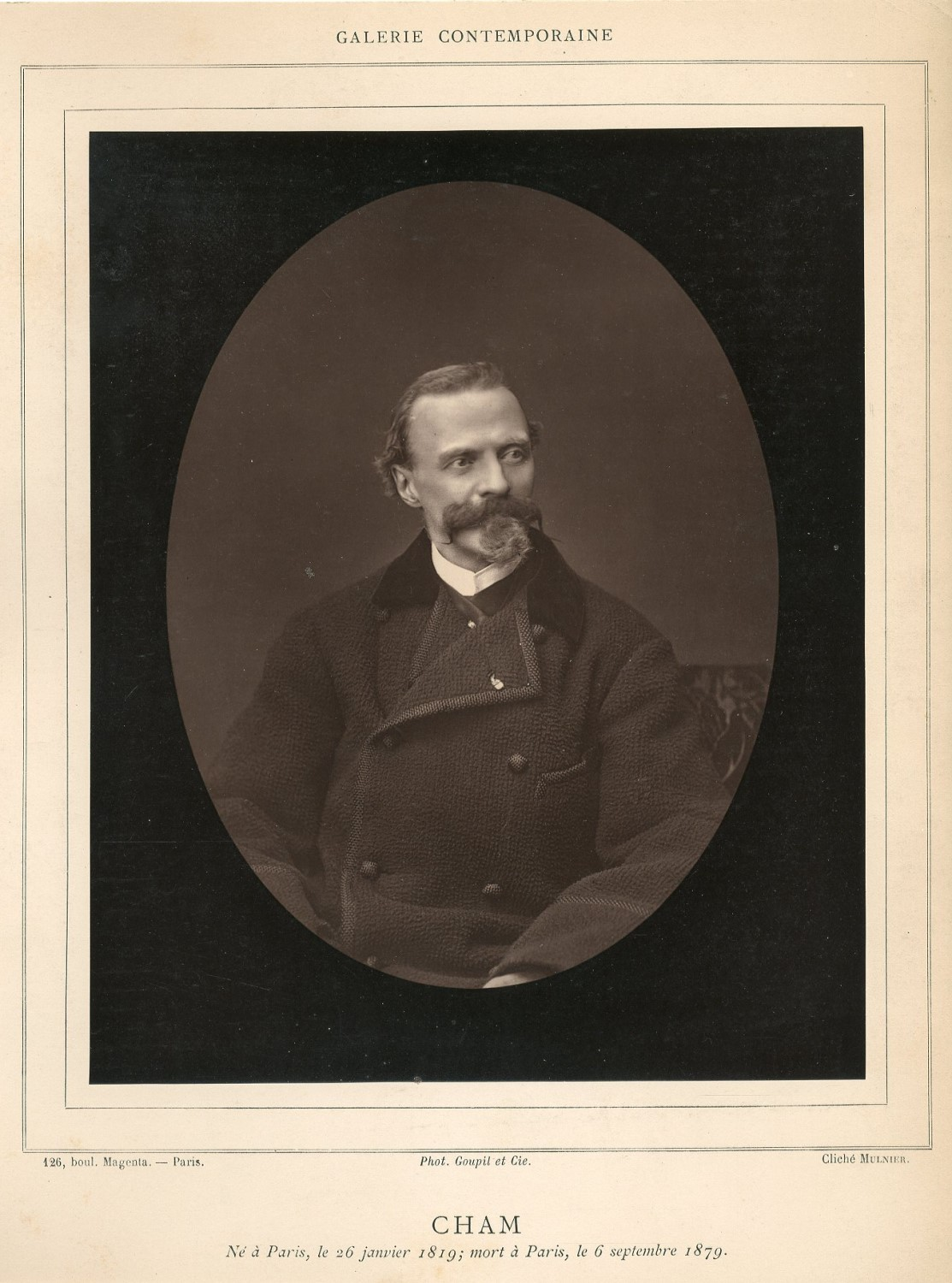
Amédée de Noé

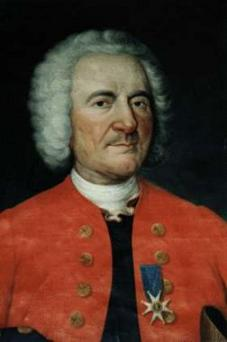
Amédée Frézier

- Amedeo VI di Savoia, Signore della Savoia e Conte d'Aosta e Moriana
- Amedeo VIII di Savoia, Duca di Savoia, Principe di Piemonte e di Acaia e Conte d'Aosta, Ginevra, Moriana e Nizza
- Amedeo Amadei, allenatore di calcio e calciatore italiano
- Amedeo Avogadro, chimico e fisico italiano
- Amedeo Balbi, astrofisico, divulgatore scientifico e saggista italiano
- Amedeo Biavati, calciatore italiano
- Amedeo Della Valle, cestista italiano
- Amedeo Guillet, ufficiale, guerrigliero e diplomatico italiano
- Amedeo Minghi, cantautore e compositore italiano
- Amedeo Modigliani, pittore e scultore italiano
- Amedeo Maiuri, archeologo italiano
- Amedeo Nazzari, attore italiano
- Amedeo Tessitori, cestista italiano

### Variante Amadeo
- Amadeo Bordiga, rivoluzionario italiano
- Amadeo Carrizo, calciatore argentino
- Amadeo de Souza Cardoso, pittore portoghese
- Amadeo García, allenatore di calcio spagnolo
- Amadeo Giannini, banchiere statunitense
- Amadeo Ortega, calciatore paraguaiano

### Variante Amadio
- Amadio da Milano, orafo e medaglista italiano
- Amadio degli Amidei, religioso e santo italiano
- Amadio Ronchini, storico italiano

### Variante Amédée
- Amédée Achard, romanziere e drammaturgo francese
- Amédée Aubry, tiratore francese
- Amédée de Caix de Saint-Aymour, linguista, archeologo e storico francese
- Amédée de Noé, illustratore e fumettista francese
- Amédée Despans-Cubières, generale francese
- Amédée Frézier, ingegnere ed esploratore francese
- Amédée Galzin, micologo e veterinario francese
- Amédée Gastoué, musicista e musicologo francese
- Amédée Laharpe, generale francese
- Amédée Lepeletier, entomologo francese
- Amédée Ozenfant, pittore francese
- Amédée Thierry, storico francese
- Amédée Willot, politico e generale francese

### Variante Amadeus
- Amadeus, conduttore televisivo e conduttore radiofonico italiano
- Wolfgang Amadeus Mozart, compositore, pianista, organista e violinista austriaco

### Varianti femminili
- Amedea Paleologa, regina di Cipro, Gerusalemme e Armenia
- Amadea Duraković, pallavolista serba

## Il nome nelle arti
- Amadeus Arkham è un personaggio dei fumetti DC Comics.
- Amedeo è il protagonista del film per la TV La romantica storia di Amedeo che volava, titolo italiano de L'envolée belle, del 1969.
- Amedeo Foglietti è il principale personaggio maschile del film del 1971 Bello, onesto, emigrato Australia sposerebbe compaesana illibata.
- Amadeo è il protagonista maschile del film del 2013 Goool!.
- Amedeo è il protagonista del racconto di Italo Calvino L'avventura di un lettore” degli “Amori difficili.
- Amedeo Cinaglia è il personaggio della serie Suburra interpretato da Filippo Nigro.
- Amédée è il nome del nonno del narratore de Alla ricerca del tempo perduto di Marcel Proust.